# Order Świętego Olafa
Królewski Norweski Order Świętego Olafa (norw. Den Kongelige Norske Sankt Olavs Orden archaicznie Sanct Olafs Orden) – najstarszy order i trzecie w hierarchii odznaczenie Królestwa Norwegii, nadawane za wybitne zasługi dla Norwegii i ludzkości, zarówno cywilne jak i wojskowe.

## Historia
Order został ustanowiony 21 sierpnia 1847 przez króla Szwecji i Norwegii Oskara I z dynastii Bernadotte, trzeciego z kolei władcy unii szwedzko-norweskiej, na cześć patrona Norwegii, św. Olafa Króla. Do tego czasu Norwegia, związana do 1814 roku unią personalną z Danią, potem ze Szwecją, nie posiadała własnych odznaczeń. Statuty Oskara I ustalały, że król Szwecji i Norwegii jest Wielkim Mistrzem orderu, a książęta krwi od urodzenia posiadaczami Wielkiego Krzyża.
Order posiada kapitułę oraz urzędników: kanclerza, skarbnika, herolda i trzech sekretarzy, a więc organizacja jego nawiązuje formalnie do dawnych tradycji zakonów rycerskich.
Order obecnie zorganizowany jest w systemie trzystopniowym z dodatkowym podziałem obu niższych stopni na dwie klasy:
- Krzyż Wielki (Storkross)
- Komandor:
  - Komandor z Gwiazdą (Kommandør med stjerne)
  - Komandor (Kommandør)
- Kawaler:
  - Kawaler I Klasy (Riddar av 1. klasse)
  - Kawaler (Riddar)

Początkowo order podzielony był na trzy stopnie. Po rozwiązaniu unii ze Szwecją order został ponownie zatwierdzony 9 czerwca 1906 roku przez nowego króla Haakona VII z prusko-duńskiej dynastii Lykkeborg (von Glücksburg). W 1928 roku nadano mu nowe statuty i wprowadzono podział 2. stopnia na komandorów z gwiazdą i komandorów oraz 3. stopnia na kawalerów I i II Klasy (czyli przystosowano go do znanego pięcioklasowego schematu Legii Honorowej).
Po śmierci odznaczonego oznakę orderową należy zwrócić do kapituły (co nie obowiązuje orderów nadanych z diamentami), w związku z czym obecny model bardzo rzadko pojawia się na rynku numizmatycznym; czasami pojawia się model sprzed 1906 roku z monogramem „O I”.
Z wyjątkiem cudzoziemskich głów państwa order nadaje się od 1985 roku tylko obywatelom norweskim. Cudzoziemcy otrzymują obecnie ustanowiony w tym roku Norweski Order Zasługi.
Z Orderem św. Olafa powiązany jest Medal św. Olafa.
Od momentu powstania do 2010 nadanych zostało łącznie niemal 20 tys. orderów wszystkich klas i stopni, z czego ponad połowa to Kawalerowie I Klasy.

## Insygnia
Insygnia orderu to oznaka orderowa w formie krzyża, gwiazdy dla I i II stopnia oraz wielki łańcuch. Krzyż to emaliowany biały krzyż maltański, z koroną królewską jako zawieszką, na medalionie awersu z herbem Norwegii – złotym lwem norweskim w czerwonym polu, na medalionie rewersu z dewizą Oskara I „RET OG SANDHED” (PRAWO I PRAWDA). Między ramionami krzyża umieszczone są ukoronowane złote gotyckie litery „O” (do 1906 roku monogram założyciela: „O I”). 
Wszystkie krzyże orderowe oprócz srebrnej oznaki Kawalerów II Klasy są złote.
Gwiazda 1. stopnia jest srebrna, ośmiopromienna, z nałożoną na nią oznaką orderową, gwiazda 2. stopnia to duży krzyż maltański z medalionem awersu oznaki orderowej w środku. Przy nadaniach za zasługi wojskowe dodaje się na górnym ramieniu krzyża orderowego dwa emaliowane na niebiesko skrzyżowane miecze.
Wstęga orderowa jest czerwona z biało-granatowo-białymi obustronnymi bordiurami. 
Przysługujący jedynie królowi, następcy tronu oraz cudzoziemskim głowom państw łańcuch składa się z 12 członów, 6 ukoronowanych liter „O” i 6 plakietek z herbem diecezja Trondheim, tzw. Krzyżem św. króla Olafa II. 
W drodze wyróżnienia order może być nadany z brylantami. 

## Odznaczeni
Z racji pełnienia urzędu Prezydenta RP order (Krzyż Wielki bez łańcucha) otrzymali z okazji wizyt państwowych Lech Wałęsa (1995), Aleksander Kwaśniewski (1996), Bronisław Komorowski (2012) i Andrzej Duda (2016).